# 권오태
권오태(權五台, 1927년 1월 15일-2010년 8월 2일)는 대한민국의 정치인이다. 제9·10·12대 국회의원을 지냈다. 종교는 불교이다.

## 학력
- 대구사범대학교
- 육군사관학교
- 육군대학
- 국방대학원
- 고려대학교 대학원 졸업

## 경력
- 정보학교장, 부군단장, 사단장
- 무소속 의원회 원내총무 및 회장
- 민정회 원내총무
- 제9대 국회의원(무소속, 경북 포항시·영일군·울릉군·영천군)
- 제10대 국회의원(무소속, 경북 포항시·영일군·울릉군·영천군)
- 제12대 국회의원(신한민주당, 경북 영천시·영천군·경산군)
- 한·코스타리카, 한ㆍ스페인 의원협회 회장
- 헌법개정특별위원
- 민주화추진협의회 부의장
- 민주당 정무위원
- 통일민주당 부총재
- 민주자유당 상임고문
- 신한국당 상임고문

## 역대 선거 결과
|  | 30.08% |

|  | 32.21% |

|  | 24.48% |

|  | 46.52% |